# BAP Villavicencio (FM-52)
BAP Villavicencio (FM-52) es la segunda fragata misilera que adquirió el Perú para su Marina de Guerra, a inicios de la década de los años 1970. Es una unidad del tipo Fragata Lanzamisiles de la Clase Lupo. Es una de las ocho fragatas lanzamisiles de la clase Lupo con que cuenta la Flota Naval del Pacífico de la Marina de Guerra del Perú.
Su construcción para la marina peruana se inició en 1976, en los astilleros de Riva Trigoso, Italia y su alistamiento fue completado en el astillero Muggiano en el puerto de La Spezia.
El pabellón peruano fue afirmado a bordo en este moderno buque de guerra el 25 de junio de 1979, incorporándose inmediatamente a la escuadra peruana en el Mar de Grau.
Desplaza 2208 toneladas y tiene una velocidad de 35 nudos. Su armamento consiste de artillería convencional y de misiles.
Su nombre se debe al vicealmirante AP Manuel Antonio Villavicencio Freyre, héroe de la guerra del Pacífico, que combatió a bordo de la corbeta Unión, asumiendo el comando de la nave a partir de diciembre de 1879. En marzo de 1880, recibió la orden de transportar a la lancha torpedera Alianza y material de guerra a la plaza de Arica. Al amanecer del 17 de ese mes, la Unión logró burlar la vigilancia de cuatro buques chilenos y se deslizó al interior de la rada. Al abrigo de los cañones del morro, la Unión descargó durante ocho horas. Los atentos vigías de a bordo, informaron el momento en que el enemigo estaba reunido para decidir como destruir a la corbeta, y ese momento fue el que aprovechó Villavicencio para intentar una segunda ruptura del bloqueo de Arica. Ya en el Callao, y siempre al mando de la Unión participó en los diversos combates que se sostuvieron con la flota chilena los días 22 de abril y del 10, 27 y 29 de mayo de 1880.

## Unidades de la Clase Carvajal

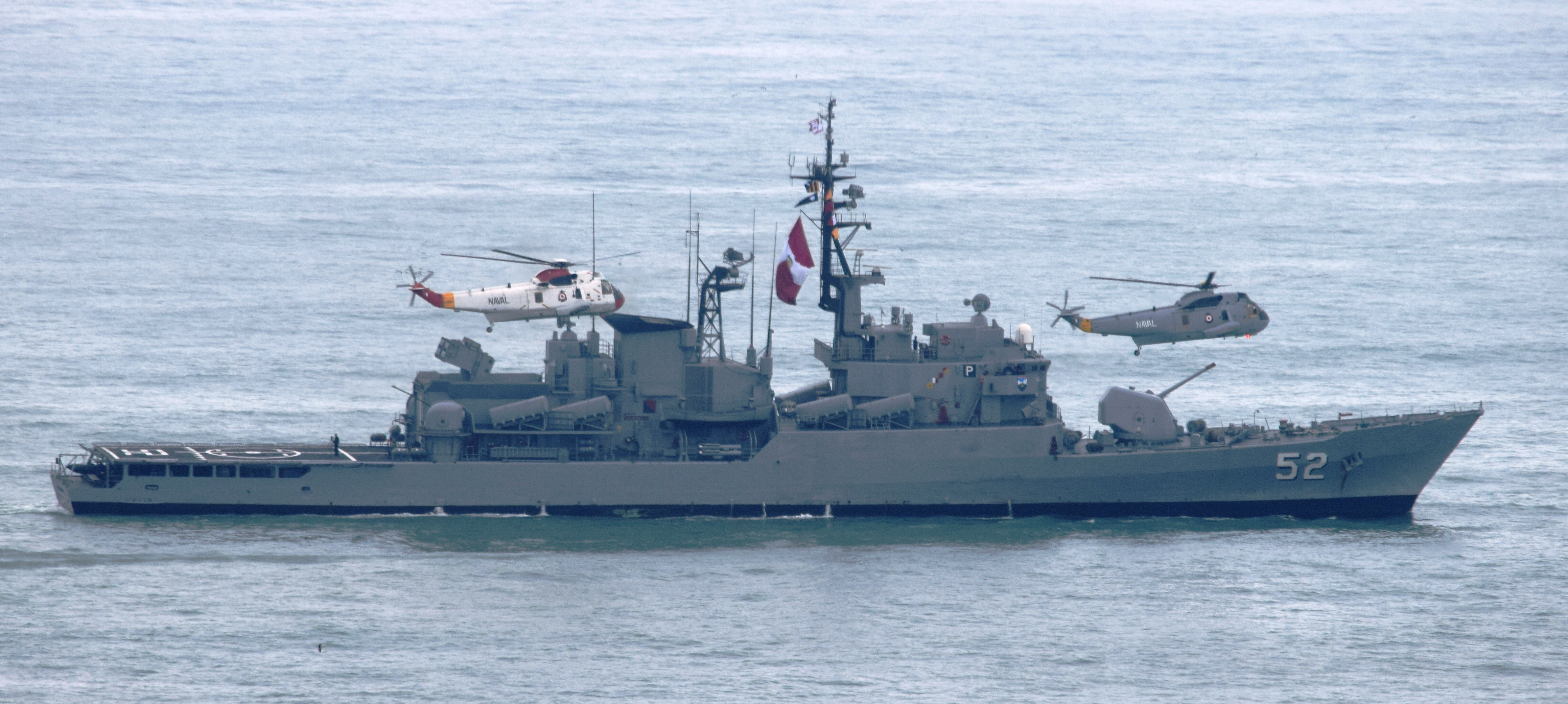
Fragata BAP Villavicencio junto a 2 helicópteros SH-3D SeaKing

La Clase Carvajal, está compuesta por los siguientes navíos:
- Fragata BAP Almirante Grau (FM-53)
- Fragata BAP Villavicencio (FM-52)
- Fragata BAP Mariátegui (FM-54)
- Patrullera oceánica BAP Guardiamarina San Martín (PO-201)